# Паутинник придорожный
Паути́нник придоро́жный, или краси́вый (лат. Cortinarius callisteus) — вид грибов, входящий в род паутинник (Cortinarius) семейства паутинниковые (Cortinariaceae). Ядовит, содержит медленно действующие токсины, вызывающие почечную недостаточность.

## Описание
Пластинчатый шляпконожечный гриб. Шляпка взрослых грибов достигает 3—9 см в диаметре, у молодых грибов выпуклая, затем плоско-выпуклая, без бугорка в центре, не гигрофанная. Поверхность сухая, бархатисто-волокнистая, в центральной части мелкочешуйчатая, ярко-оранжевая до жёлто-бурой, в центре более тёмная. Пластинки гименофора приросшие к ножке зубцом, сравнительно редкие, у молодых грибов оранжево-коричневые, с возрастом темнеют до ржаво-бурых.
Мякоть оранжево-жёлтая, иногда с несильным озоновым запахом.
Ножка достигает 5—9 см в длину и 1—2 см в толщину, булавовидная или почти цилиндрическая, с волокнистой оранжево-жёлтой поверхностью, покрытой немногочисленными оранжевыми остатками покрывала.
Споровый отпечаток ржаво-коричневого цвета. Споры 6,5—9×5,5—7 мкм, широкоэллиптические, с бородавчатой поверхностью. Хейлоцистиды отсутствуют.
Ядовитый гриб, вероятно, содержащий орелланины, вызывающий серьёзные необратимые изменения в почках. Действие подобно паутинникам горному и красивейшему, однако случаев смерти от отравления паутинником придорожным не выявлено.

### Сходные виды
- Cortinarius limonius (Fr.) Fr., 1838 — Паутинник лимонно-жёлтый также сильно ядовит, отличается цилиндрической ножкой, гигрофанной шляпкой и наличием хейлоцистид.

## Экология и ареал
Широко распространён в бореальных районах Евразии и Северной Америки. Произрастает в хвойных, лиственных и смешанных лесах, образует микоризу с елью и берёзой.

## Синонимы
- Agaricus callisteus Fr., 1818basionym
- Inoloma callisteum (Fr.) Ricken, 1915